# Tony Mamodaly
Tony Mamodaly (Mannheim, 2 agosto 1990) è un ex calciatore tedesco naturalizzato malgascio, di ruolo attaccante.

## Carriera

### Club
Ha giocato nelle giovanili del Weinheim e dell'Hoffenheim. Gioca dal 2007 al 2008 nell'Hoffenheim II. Nel 2008 passa al Karlsruhe II. Nel 2009 si trasferisce al Dinamo Dresda II. Nel 2011 rimane svincolato. Dal 2012 al 2016 gioca per i St. Thomas Bobcats, squadra che rappresenta l'Università di St. Thomas.

### Nazionale
Ha debuttato con la nazionale malgascia nel 2010, dopo aver giocato una gara con l'Under-17 tedesca.